# Cujo
Cujo je psihološki horor roman ameriškega pisatelja Stephena Kinga, ki je prvič izšel leta 1981 pri založbi Viking Press. Zgodba govori o steklem bernardincu, ki pobesni in pobije več ljudi v podeželskem mestecu.
Po romanu je leta 1983 nastal film z nekoliko spremenjenim koncem. V slovenščino ga je leta 1988 prevedel Jure Potokar (COBISS).

## Ozadje zgodbe
Ime Cujo je temeljilo na vzdevku Willieja Wolfeja, enega od mož, odgovornih za ugrabitev  Patty Hearst, bil pa je bil tudi član Simbiotske osvobodilne vojske. Stephen King razpravlja o Cuju v knjigi O pisanju, in jo označuje za roman, katerega se  "komaj spomni, da ga je napisal ". King je knjigo napisal, ko je zaužival kokain. King nadaljuje, da mu je knjiga všeč in si želi, da bi se spomnil dobrih občutkov, ko je knjigo pisal.
Po Kingovih navedbah je roman deloma navdihnil njegov izlet k mehaniku spomladi 1977. King je leta 2006 v intervjuju za The Paris Review opisal, kako so ga težave z motociklom pripeljale do obiska avtomobilske trgovine na severnem obrobju Bridgtona, v zvezni državi Maine. Trdi, da mu je motocikel zatajil, ko je prispel v trgovino, in nekaj trenutkov zatem se je iz garaže pojavil bernardinec, ki je zarenčal nanj in na koncu napadel njegovo roko. Čeprav je mehanik psu preprečil, da bi Kingu škodoval, tako da ga je s ključem udaril v zadnji del telesa, je Kingu dogodek vseeno ostal v spominu. Ta incident in zgodba, objavljena v časopisu Portland v državi Maine o majhnem otroku, ki ga je ubil bernardinec, je navdih za roman. King je imel takrat v lasti nefunkcionalnega Forda Pinta, ki je isti model avtomobila, ki se pojavi tudi v knjigi, ko se junakinja romana Donna Trenton vozi v garažo, kjer naleti na podivjanega Cuja.